# Kōichi Kido
O marquês Kōichi Kido (18 de julho de 1889—6 de abril de 1977), foi Ministro da Educação e Lorde-Guardião do Selo Privado do Japão entre 1940 e 1945, bem como conselheiro do imperador Showa durante a Segunda Guerra Mundial.
No pós-guerra, foi inocentado das acusações de crimes de guerra pelo Tribunal de Tóquio.